# Ростокино (район Москвы)
Росто́кино — район в Северо-Восточном административном округе Москвы, а также одноимённое внутригородское муниципальное образование. Название района происходит от села Ростокино, имя которого произошло от древнерусского термина «ростоки», которое указывает на место расхождения реки на два русла.
Одной из главных достопримечательностей района является Ростокинский акведук через реку Яуза.

## Территория и границы
Район расположен к югу от Ярославской железной дороги и Северянинского путепровода, по берегам реки Яуза. Граничит с районами Ярославский и Свиблово на севере, Останкинский — на западе, Алексеевский — на юге, Богородское — на востоке.

## Этимология
В русской географической терминологии с давних пор существовали слова «расток» и «ростоки», указывавшие на место расхождения реки на два русла. Село Ростокино стояло по Яузе и впадавшей в неё речке Горяинке (Горячке): по Яузе на правом и левом берегах, а по Горяинке (Горячке) только на левом, образуя в плане фигуру, похожую на развилку, то есть раздваивалось, расходясь на два потока.
Корни «расток» и «ростоки» можно увидеть в многочисленных географических названиях — город Росток в восточной части Германии (где исторически проживали славяне), Розтоки, пригород Праги, село Ростоши в Воронежской области, возвышенность Росточье близ Львова, многочисленные села и деревни Ростоки на западе Украины и в других районах расселения славян и древних русичей.

## История
Ранее на месте района располагалось село Ростокино, которое дало название Ростокинскому акведуку, Ростокинскому путепроводу, Ростокинским мостам, улице и станции окружной железной дороги Ростокино.
Село Ростокино было известно с XV века, тогда оно принадлежало Михаилу Борисовичу Плещееву, ближнему боярину великих князей Московских Василия Тёмного и Ивана III.

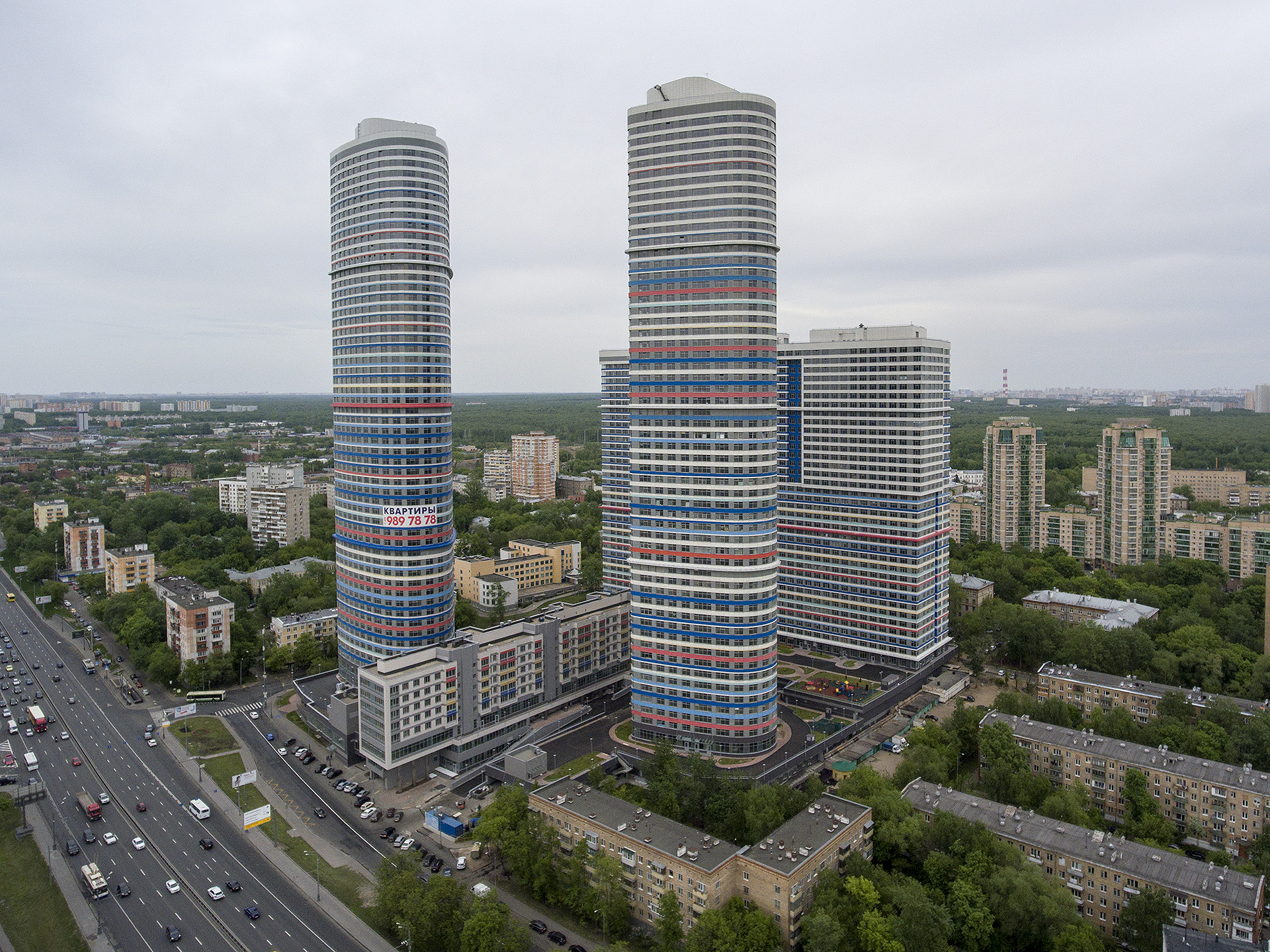
Ростокино в 2016 году

После смерти жены, за упокой её души, Плещеев в 1447 году передал Ростокино (Ростокинское) Троицко-Сергиеву монастырю. Став монастырским владением, село быстро богатело, так как его жители имели «обельную» грамоту, освобождавшую их от всех казённых повинностей и податей, и обязаны были работать только на монастырь. В селе содержалось монастырское стадо, на Яузе стояла мельница, помол которой шёл в монастырскую казну, кроме того, весной здесь действовал перевоз через Яузу. По документам известно, что в селе была деревянная церковь Воскресения Христова и в ней «образы и святы книги и ризы», а на колокольне звонили четыре колокола.
28 сентября 1552 года в Ростокине московский народ встречал царя Ивана IV Васильевича после победы над Казанским ханством.
В Смутное время Ростокино сильно пострадало: через него проходили то польско-литовские отряды, то отряды казаков, поддерживающих Лжедмитриев. Село было разорено, церковь сожжена, жители разбрелись.
В 1613 году большой отряд казаков, занимавшийся разбоем на Троицкой дороге, послал из Ростокино гонцов к царю Михаилу Фёдоровичу, сообщая, что они готовы покончить с разбоем и идти на службу к государю. Царь послал в село своих людей с наказом переписать казаков, но те воспротивились и принялись самовольно ставить на Троицкой дороге, по направлению к Москве, засады-«сторожки».
Согласно преданию, из Ростокина происходила разбойница Танька Ростокинская, совершавшая свои преступления в окрестностях этого села. Лес между Медведковом, Свиблово, Ростокино и Останкино (район сегодняшней Сельскохозяйственной улицы) именовался «Татьянкиным лесом».
В XVII—XVIII веках в селе было 70—80 «мужиков», а всего проживало около 200 человек. Избы стояли по берегу Яузы и по обе стороны Троицкой дороги, всегда очень оживлённой. По этой дороге беспрерывно шли «к Сергию» богомольцы, мчались царские гонцы, ехали служивые люди, тянулись купеческие обозы.
В 1764 году Ростокино перешло в ведение Коллегии экономии, крестьяне наряду с земледелием начали заниматься извозом. При Павле I Ростокино и Черкизово были отданы митрополиту Платону. Во время Александра I село вновь становится государственной собственностью.
Со второй половины XIX века Ростокино постепенно превращается в промышленный пригород. Одно за другим здесь возникают небольшие предприятия: ситценабивная и бумагопрядильная фабрика, заводы по изготовлению брезента и по производству револьверных патронов. Тем не менее Ростокино ещё долго оставалось для москвичей дачной местностью.
Ростокино оказалось внутри кольца Окружной железной дороги, построенной в 1903—1908 годах и ставшей весной 1917 года официальной границей города. На ОКЖ была построена станция «Ростокино», на которой, между прочим, в 1908 году побывал Николай II. Однако ещё долго сохранялся его сельский вид, и лишь в послевоенное время началось застройка современными типовыми жилыми домами.

Тогда это была окраина, далеко от центра. Рядом протекала Яуза. Летом в ней купались, зимой катались по замёрзшему руслу на коньках и лыжах. Поблизости рос вековой лес, — после войны он стал Главным ботаническим садом. Рядом с Сельскохозяйственной улицей возвышались павильоны Всесоюзной выставки… Однако они резко контрастировались со всем, что стояло по соседству, — бараки строителей ВДНХ, деревянные дома фабричных посёлков и бревенчатые избы села Леоново.
— В. И. Ресин Взгляд со стороны (1938—1940 гг.)
С 1947 по 1951 год в Ростокино находился Комитет информации при Совете Министров СССР (в/ч 15618), который расположился в зданиях Исполнительного комитета Коммунистического интернационала, занимаемых до 1943 года его секретным оперативным подразделением — Отделом международной связи Коминтерна.

## Население
| 2002    | 2010    | 2012    | 2013    | 2014    | 2015    | 2016    |
| ------- | ------- | ------- | ------- | ------- | ------- | ------- |
| 35 134  | ↗37 505 | ↗37 873 | ↗38 007 | ↗38 314 | ↗38 591 | ↗38 995 |
| 2017    | 2018    | 2019    | 2020    | 2021    | 2023    | 2024    |
| ↗39 217 | ↗39 407 | ↗40 082 | ↗40 196 | ↗51 974 | ↗52 059 | ↗52 115 |

### Национальный состав
По итогам переписи населения 2020 года проживали следующие национальности (национальности менее 0,1 % и другое, см. в сноске к строке «Другие»):
| Национальность | Численность, чел. | Доля     |
| -------------- | ----------------- | -------- |
| Русские        | 23 495            | 45,21 %  |
| Татары         | 457               | 0,88 %   |
| Киргизы        | 263               | 0,51 %   |
| Армяне         | 261               | 0,50 %   |
| Евреи          | 134               | 0,26 %   |
| Украинцы       | 112               | 0,22 %   |
| Азербайджанцы  | 110               | 0,21 %   |
| Узбеки         | 92                | 0,18 %   |
| Таджики        | 79                | 0,15 %   |
| Грузины        | 73                | 0,14 %   |
| Другие         | 26 898            | 51,74 %  |
| Итого          | 51 974            | 100,00 % |

## Парки, скверы и прогулочные зоны

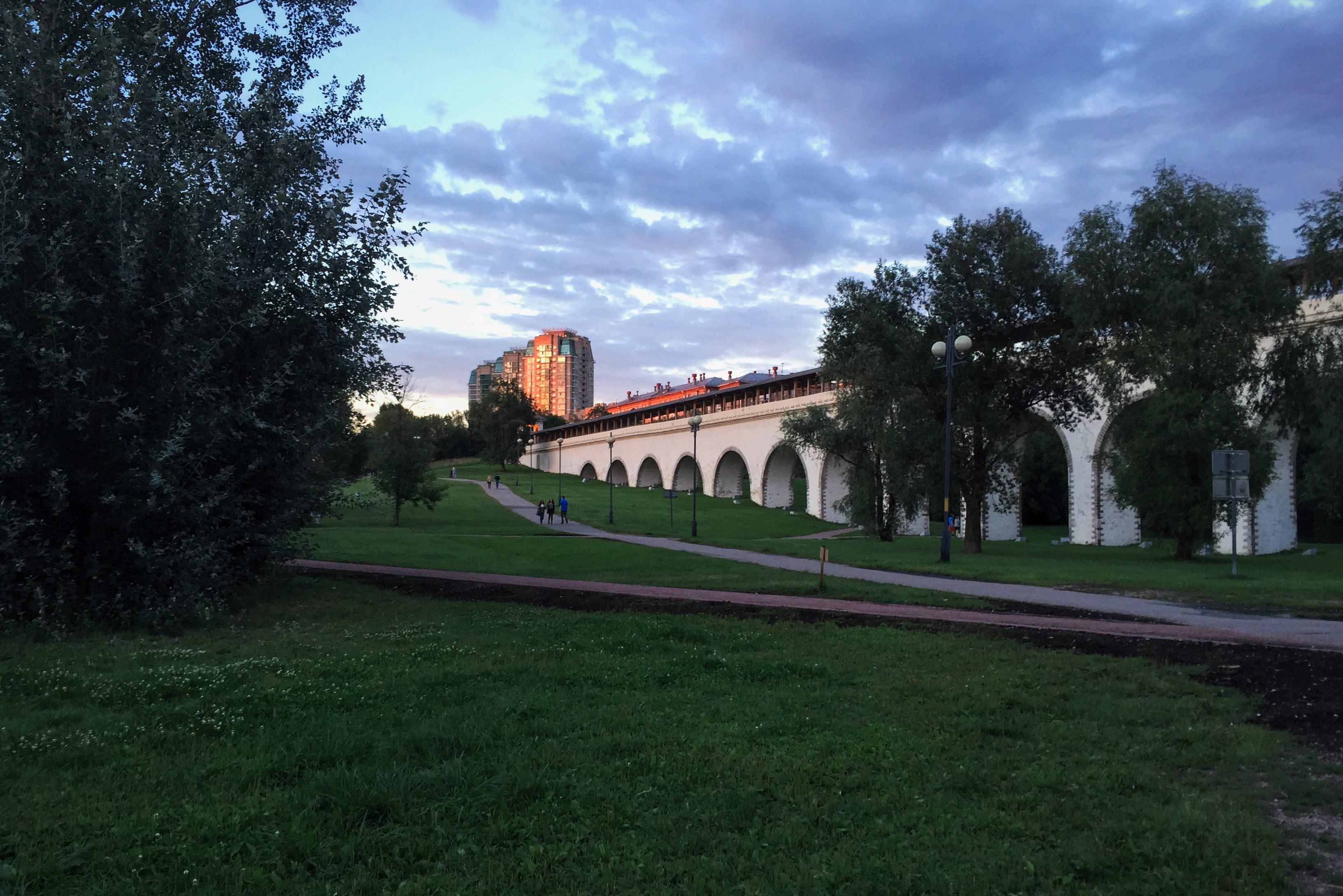
Парк «Ростокинский акведук»

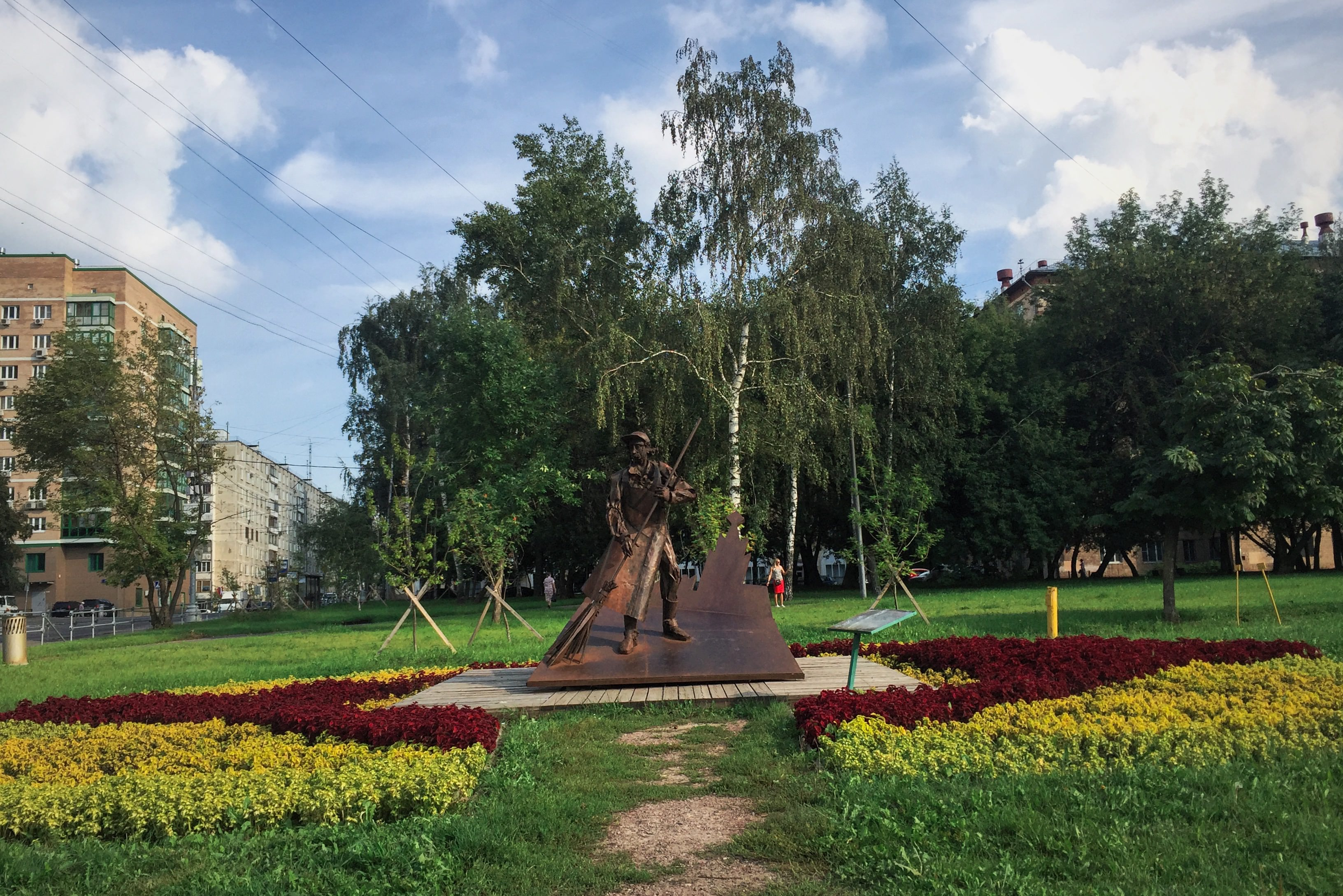
Скульптура «Ростокинский дворник»

### Парк «Ростокинский акведук»
Зона отдыха находится по адресу: пр-т Мира, д. 186—188. Парк простирается вдоль Ростокинского акведука, памятника архитектуры и единственной сохранившейся части самого старого водопровода Москвы и России — Мытищинского. Акведук был построен ещё при Екатерине II и работал по основному назначению вплоть до 1902 года. Сегодня он используется только в качестве пешеходного моста — прогулочную галерею обустроили на вершине сооружения в 2007 году. До 2013 года парк назывался сквером у Миллионного моста — так раньше в народе называли Ростокинский акведук, так как по слухам на его строительство в свое время ушел миллион рублей. Большую часть зелёной зоны занимают пролески и прогалины. На территории проложены пешеходные дорожки, установлены скамейки и несколько монументов:
- Памятный камень ополченцам 13-й Ростокинской дивизии народного ополчения;
- Памятный камень Ростокинскому акведуку;
- Лавка влюбленных (металлическая конструкция, изображающая влюбленную пару и дерево, на которое гости парка могут вешать замочки на память);
- Памятник в честь 400-летия освобождения Москвы вторым народным ополчением под предводительством князя Д. М. Пожарского и земского старосты К. Минина;
- Памятник «Ростокинский дворник» скульпторов Владимира Лепешова и Андрея Асерьянца, который создает свои работы из гаек, болтов и шестеренок. Открыт в 2006 году во время празднования Дня города[22].

### Сад будущего
Парк площадью 16,5 гектаров располагается между улицей Вильгельма Пика и 1-м Леоновским проездом. В 2003 году бывший парк усадьбы Леоново был переименован в Сад будущего. Это произошло во время церемонии Международной выставке молодёжных и научно-технических проектов «ЭКСПО-Наука — 2003», где её участники высадили в зелёной зоне 21 каштан в честь XXI века и один тополь, символизирующий XXII век. В 2017 парк был полностью обновлен. Чтобы сохранить историческую садово-парковую планировку, аллеи здесь обустроили с ориентиром на карты XVIII—XIX веков. В парке располагается четыре детских площадки (три в западной части парка и одна в восточной). Для спортсменов обустроена площадка с тренажерами, оснащенными QR-кодами, волейбольная площадка и площадка для игры в бадминтон, а вдоль аллей парка проложены велодорожки. Есть зоны для спокойного отдыха — беседка с подвесными креслами-коконами и пространство с шезлонгами. Рядом с зоной шезлонгов располагается бесплатный коворкинг с двумя беседками, оснащенными столами и розетками для подзарядки электронных устройств. За время благоустройства в парке высадили более шести тысяч кустарников, разбили более 160 тысяч квадратных метров газонов и около 1800 квадратных метров цветников. Кроме того, был очищен Леоновский пруд, на нем дополнительно установлены домики для птиц.

### Парк спорта «Яуза»

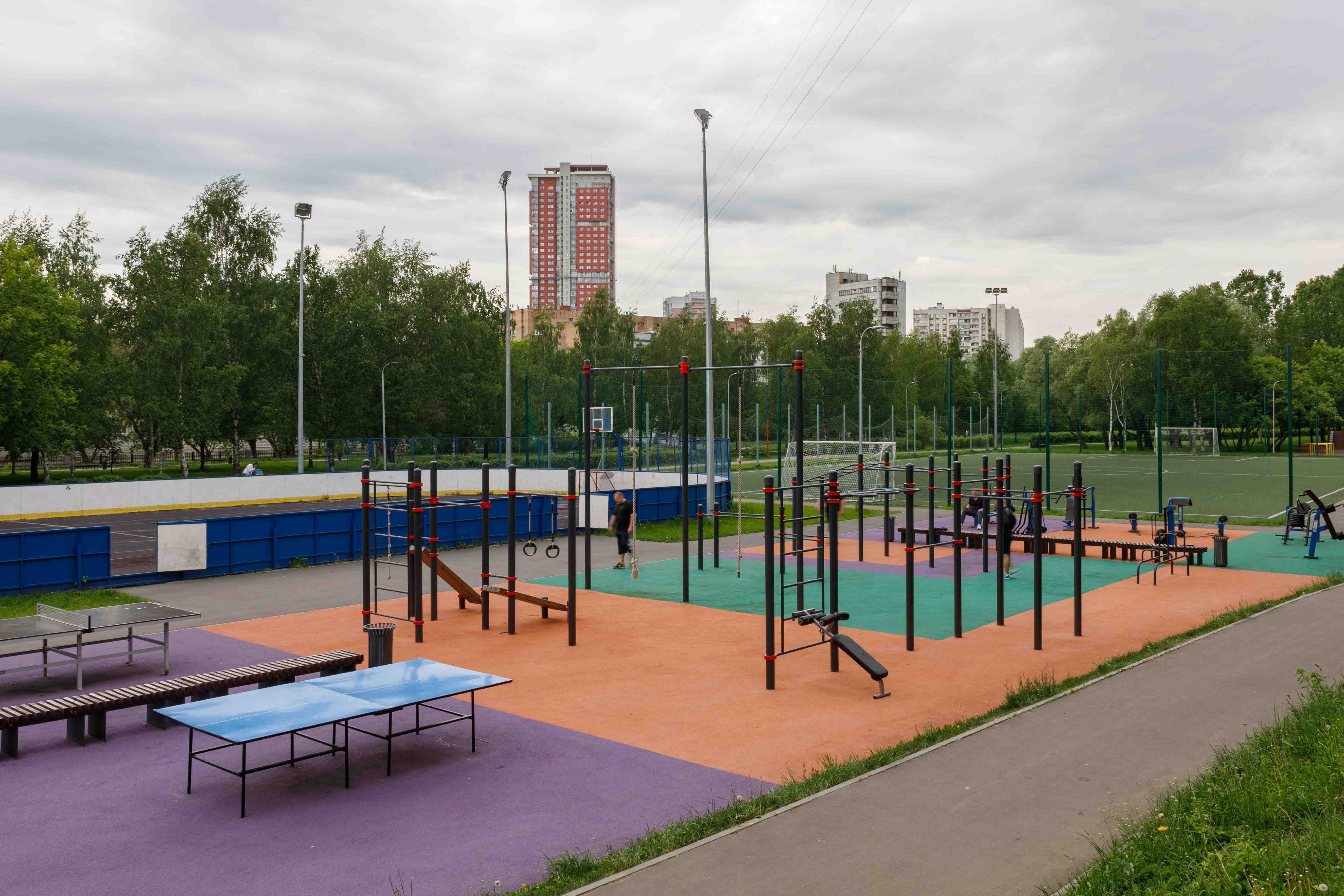
Парк спорта «Яуза»

Небольшой парк площадью около пяти гектаров расположился вдоль течения реки Яузы по адресу: просп. Мира, д. 161-163к1. Сооружен и открыт в 2011 году. Обновлен в 2017 году. Здесь располагаются футбольное поле, волейбольная площадка, баскетбольная площадка, а также зона с тренажерами и турниками и двумя столами для игры в настольный теннис. Через весь парк протянулся вело-беговой маршрут. Помимо спортивных объектов, в парке есть детские площадки и площадка для выгула собак с оборудованием для дрессировки с 11 препятствиями: горкой, тоннелем из металлических ободков, кругами для прыжков и другими. Рядом с детской площадкой находится зона спокойного отдыха со скамейками. В её центре располагается бронзовая скульптура «Дворовый капитан» художника Андрея Асерьянца, изображающая мальчика-футболиста. Её установили здесь в 2011 году (первоначально был установлен по адресу: просп. Мира, 185, где тоже есть футбольное поле). У входа в зелёную зону со стороны дома 163к1 установлен пандус для комфортного перемещения людей с ограниченными возможностями здоровья. В 2018 году в парке была заложена каштановая аллея памяти бойцов 13-й Ростокинской дивизии народного ополчения.

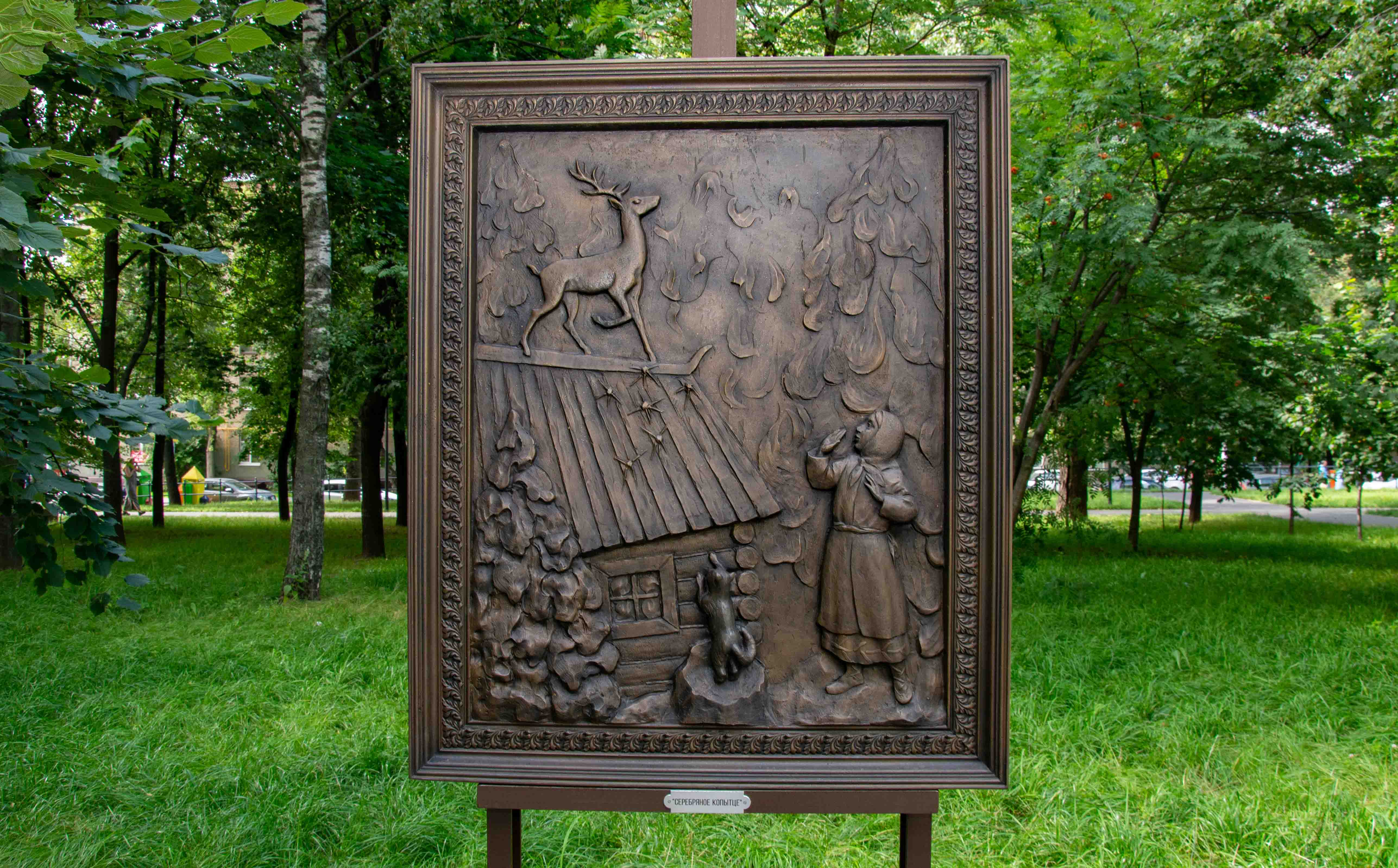
Бронзовое панно на сюжет сказа «Серебряное копытце» в сквере Бажова

### Сквер Бажова
Сквер площадью 2,6 га располагается вдоль улицы Бажова между Ростокинской и Малахитовой улицами. Назван в честь мастера уральских сказов, писателя Павла Бажова. В 2007 году здесь установили пять скульптур, изображающих самого писателя и героев произведений его цикла «Малахитовая шкатулка», — Хозяйку Медной горы, козлика Серебряное копытце, Огневушку-Поскакушку и Данилу-мастера. На входе в сквер также расположилась мозаичная скульптурная композиция «Малахитовая симфония» (альтернативное название — «Каменный цветок»), абстрактно изображающая цветок.
В 2019 году инфраструктуру сквера обновили по программе «Мой район». Здесь расположились две игровые площадки для детей разного возраста, сцена с танцевальной площадкой и спортивная площадка с турниками и тренажерами. В ходе благоустройства были отреставрированы все памятники. Дополнительно здесь установили бронзовые панно, изображающие сюжеты сказов «Каменный цветок», «Медной горы хозяйка» и «Серебряное копытце». Вдоль границ парка располагаются вытяжки, замаскированные под друзы уральских самоцветов.

### Набережная Говорухина

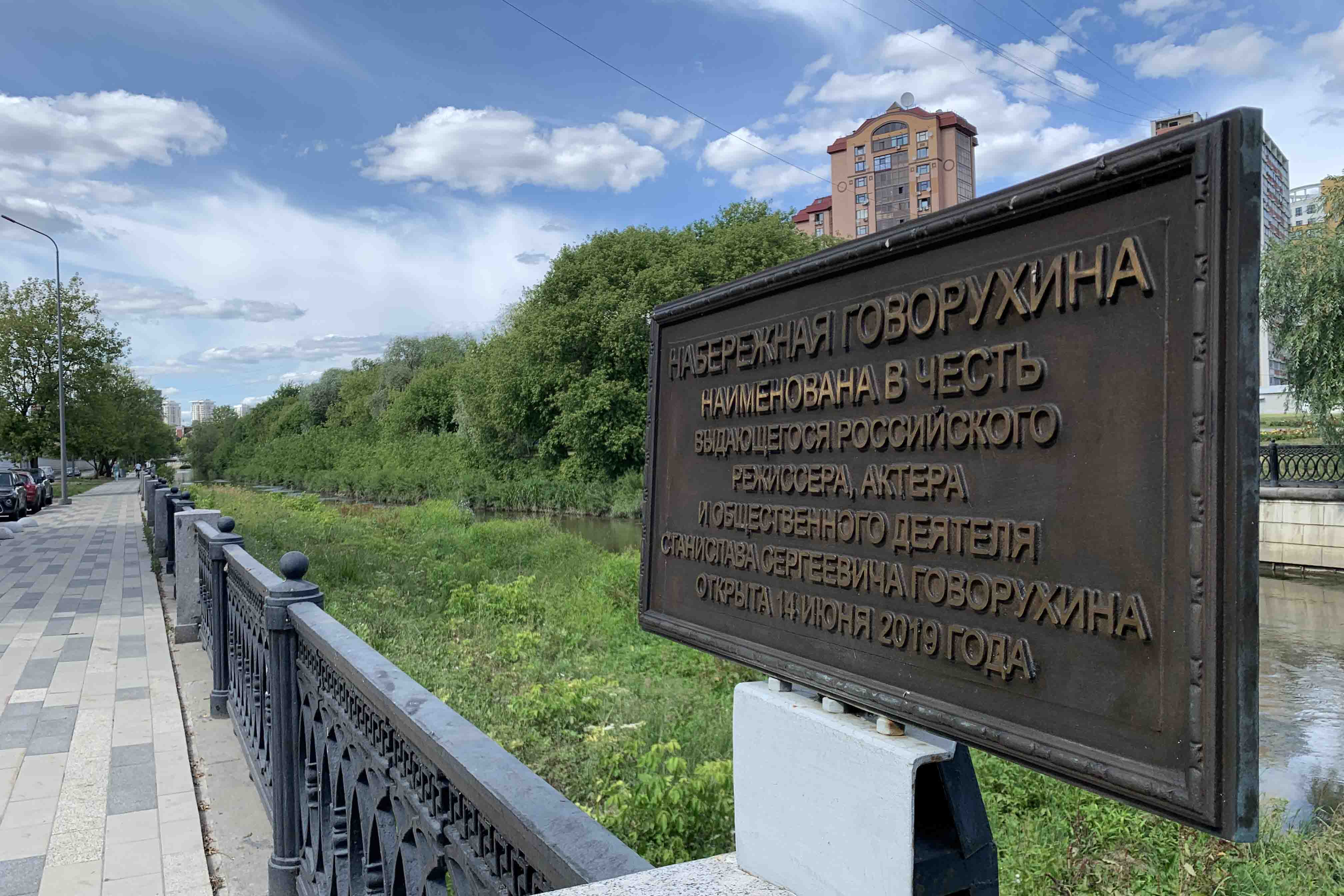
Набережная Говорухина

Ранее — часть Проектируемого проезда № 690 от 1-го Ростокинского моста до дома 12А, стр. 5. Этот участок набережной реки Яузы переименовали 14 июня 2019 года в честь режиссёра Станислава Сергеевича Говорухина, который скончался за год до этого.

## Транспорт
Район обслуживают железнодорожные остановки Яуза и Ростокино (расположена на территории Ярославского района) Ярославского направления МЖД, Ростокино и Ботанический сад МЦК, и станция метро «Ботанический сад» Калужско-Рижской линии Московского метрополитена. На территории района также находится депо Московской монорельсовой транспортной системы и трамвайное депо им. Баумана.

## Автомобильные дороги
Одной из важнейших транспортных магистралей района на данный момент является проспект Мира, разделяющий район на две части. Также среди основных магистралей улицы Вильгельма Пика, Сельскохозяйственная и Сергея Эйзенштейна.
В планах Правительства Москвы строительство двух новых автомагистралей — Северо-Западной хорды и Северо-Восточной хорды. Обе магистрали пройдут по северной границе района вдоль Окружной железной дороги.

Проект Северо-Восточной хорды находится в стадии разработки, но предполагается, что она включит в себя участок Медведковского шоссе и соединится с Северо-Западной хордой между Снежной улицей и проездом Нансена.

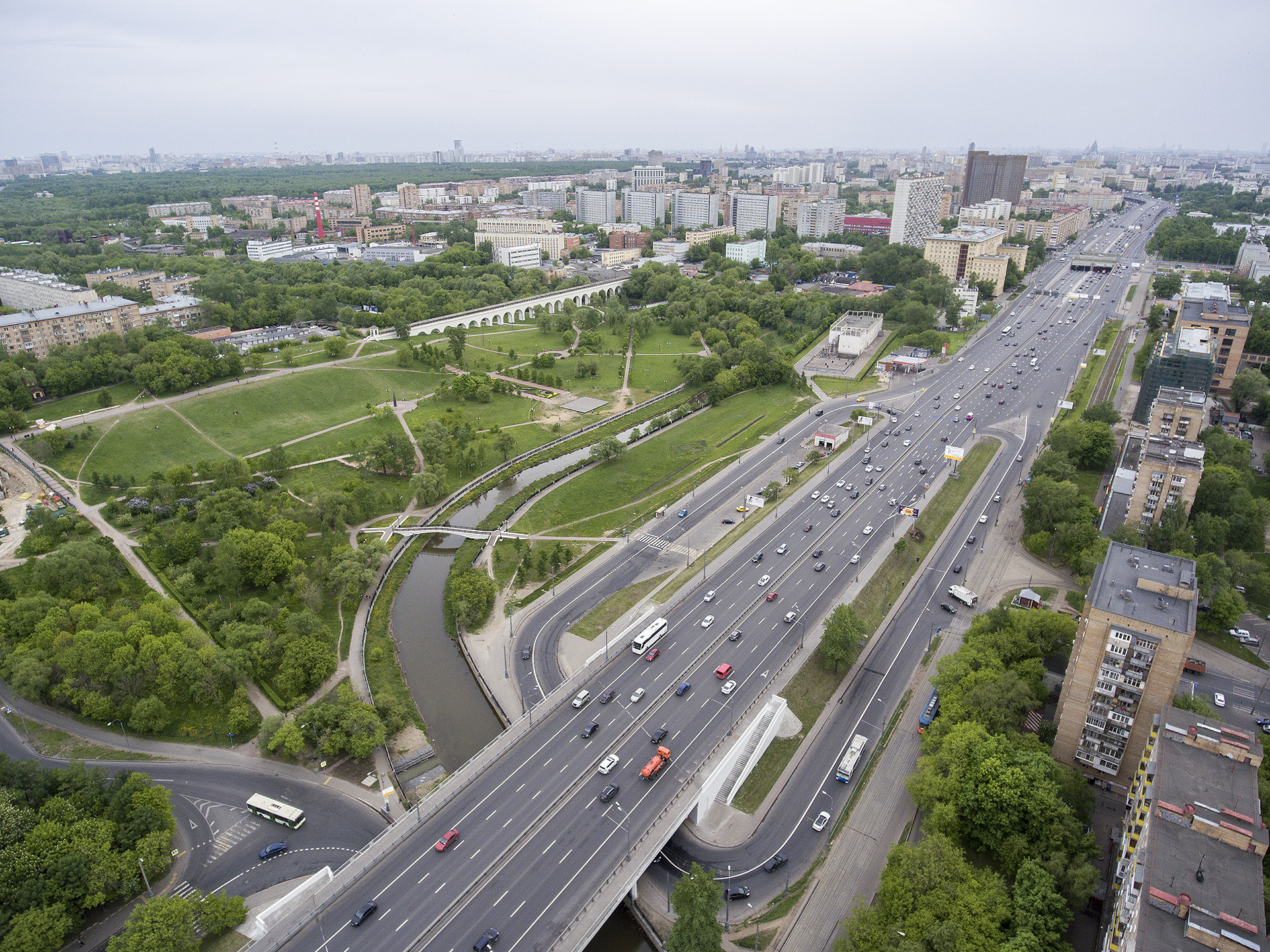
Парк у Ростокинского акведука

В планировании участка Северо-Восточной хорды между проспектом Мира и районом станции метро «Бульвар Рокоссовского» (где предположительно пройдёт участок новой магистрали) существуют проблемы и противодействие экологов — этот участок хорды придётся строить через национальный парк «Лосиный Остров» и, скорее всего, вдоль путей Окружной железной дороги.

Северо-Западная хорда коснётся района только около станции метро «Ботанический сад». Северо-Западная хорда насчитывает в себе 5 участков, которые проектируются и строятся отдельно друг от друга. Проезд Серебрякова будет затронут в рамках работ по строительству пятого участка — от Дмитровского до Ярославского шоссе. Планируется расширение проезда, а также строительство дополнительных инженерных сооружений, в том числе дополнительной эстакады к Северянинскому путепроводу.

## Почётные жители муниципального округа Ростокино
По состоянию на 2 мая 2022 года:
- Блинникова Нина Михайловна
- Левшина Нина Николаевна
- Сидоркин Владимир Федорович
- Сучкова Мария Евгеньевна